# Depoe Bay Bridge
Die Depoe Bay Bridge ist eine Bogenbrücke in Depoe Bay, Oregon, an der gleichnamigen Bucht an der Westküste der Vereinigten Staaten. Die vierspurige Straßenbrücke ist Bestandteil des U.S. Highway 101 und wird vom Oregon Department of Transportation betrieben. Sie wurde in den 1920er-Jahren von Conde McCullough für den Oregon Coast Highway entworfen und überspannt einen Kanal, der zum kleinen Hafen der Stadt führt. Südlich grenzt sie an den schmalen Küstenstreifen des Depoe Bay State Parks.

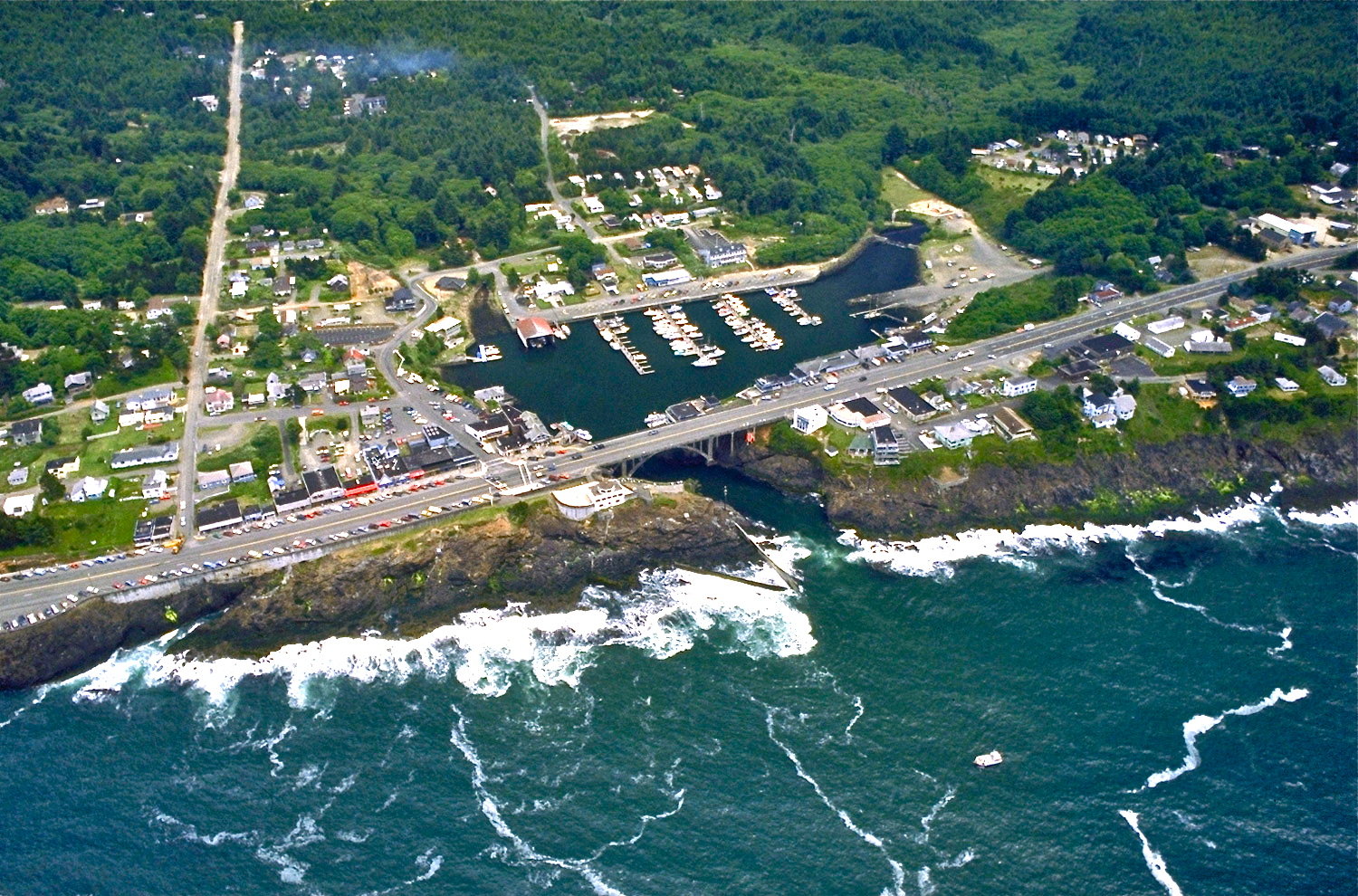
Die Stadt Depoe Bay mit ihrem kleinen Hafen hinter der gleichnamigen Brücke

Die 1927 fertiggestellte Bogenbrücke aus Stahlbeton, mit einer Länge von 90,6 m und einer Straßenbreite von 5,5 m, besteht aus einem mittleren Bogen mit einer Spannweite von 45,7 m, an den sich drei Balkenbrücken auf der Südseite mit 12,5–13,5 m Länge und eine auf der Nordseite mit 6,4 m anschließen.
Da die Brücke eine gute Aussicht auf die Bucht und den Hafen bot und keine Gehwege besaß, kam es vielfach zu Verkehrsstaus durch Schaulustige. Bis Ende 1940 wurde dann auf der Pazifikseite ein zusätzlicher Brückenteil errichtet, der sich am ursprünglichen Design von McCullough orientierte. Aufgrund des schräg zu Brücke verlaufenden Kanals mussten der neue Bogen, sowie die neuen Balkenbrücken mit ihren Pfeilern, um einige Meter nach Süden versetzt werden. Die Brückenteile wurden nur auf der Oberseite verbunden und vergrößerten die Straßenbreite auf 14,6 m, mit jeweils 1,5 m breiten Gehwegen pro Seite. Zusätzlich wurde eine Unterführung für Fußgänger auf der Nordseite integriert, die zusätzlich einen Zugang zum Depoe Bay State Park ermöglicht. Die Gesamtlänge des neuen Brückenteils liegt bei 99,2 m, wobei sie heute für beide Teile mit einem Mittelwert von 95 m angegeben wird.
Zwischen 1993 und 1996 wurde die Brücke umfangreich instand gesetzt. Dabei wurde unter anderem ein Kathodenschutz-System installiert, um der starken Korrosion des Bewehrungsstahl durch die Küstenlage vorzubeugen. Die Brücke wurde 2005 ins National Register of Historic Places aufgenommen (NRHP#: 05000823).